# منطقة مدرسية

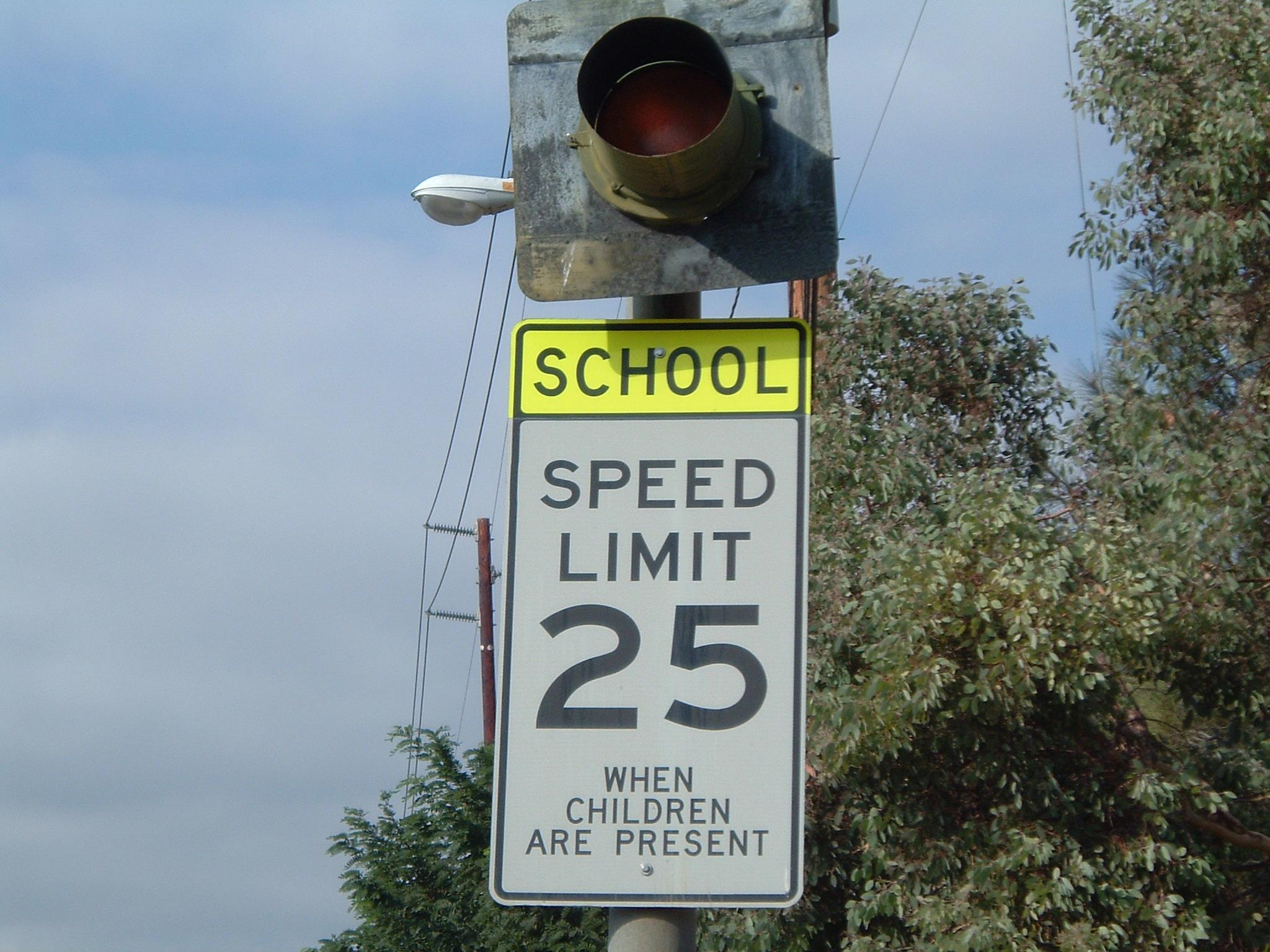
لافِتة حدّ السُرعة الأقصى داخِل المنطقة المدرسيّة مع ضوءٍ تحذيري أعلاه في كالاباساس كاليفورنيا.

المنطقة المدرسيّة (بالإنجليزية: School zone)‏ هوَ مُصطَلح يُشير إلى مِنطقة مُطلّة على شارع قريب من المدرسة أو منطقة قريبة من ممر يؤدي إلى المدرسة والذي من المحتمل أن يتواجد به مشاة صغار، وتتميّز المناطق المدرسيّة بحدٍّ أقصى للسُرعة خلالَ ساعاتٍ مُعيّنة.

## فعاليتها
غالباً وليس دائماً ما تُطبّق حدود السرعة خلال الساعات المدرسية وقرب بداية ونهاية اليوم المدرسي عندما يكون من المرجح أن يعبر الأطفال الطريق. وفي بعض الولايات القضائية تطبق حدود السرعة في المناطق الدراسية في كل الأوقات خلال الساعات المدرسية وبقية اليوم. وغالباً ما تدل الأضواء الصفراء الوامضة على تفعيل أنظمة المنطقة المدرسية في ذلك الوقت.
في كاليفورنيا مَثلاً، تُفعّل المناطق الدراسية عندما يكون الأطفال في الخارج أو يعبرون الطريق وعادة ما يكون حد السرعة المسموح بِه هو 25 ميل/الساعة أو 40 كم/الساعة. في بعض الأحيان تحدد المنطقة الدراسية بإشعار خلال تواجد الأطفال والتي أؤكد تعريفها في كتيب تعليم السائقين. كما تُفعّل المناطق الدراسية أحياناً خِلالَ الإجازات بسبب برامج الإجازة والتي تُجرى في المبنى الدراسي. لكن في بعض المناطق، تغلق إشارات منطقة المدارس خلال العطل المدرسية لذلك تستطيع المركبات القيادة في حد السرعة الطبيعي.
حدود السرعة في المناطق المدرسية عادة تكون بين 15-25 ميل في الساعة (25 - 40 كيلو متر في الساعة).